# Hemerocallis fulva
Hemerocallis fulva és una de les espècies de plantes anomenades de forma comuna en jardineria "lliris de dia". És una planta herbàcia, perenne i amb rizoma. És planta nativa del Japó però s'ha naturalitzat a molts altres llocs del món incloent Catalunya.

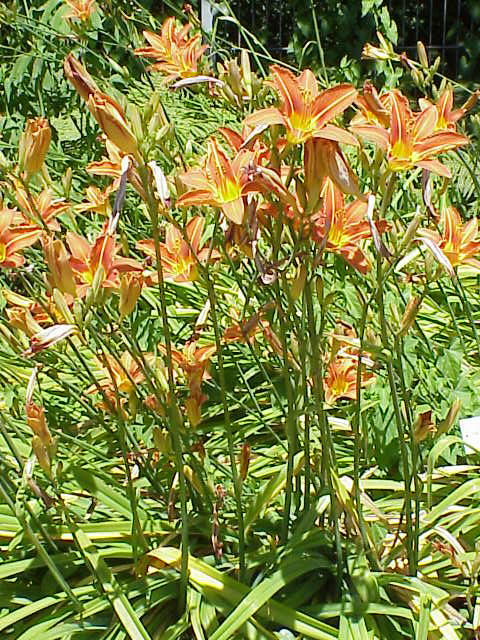
Hemerocallis fulva, aspecte general de les plantes.

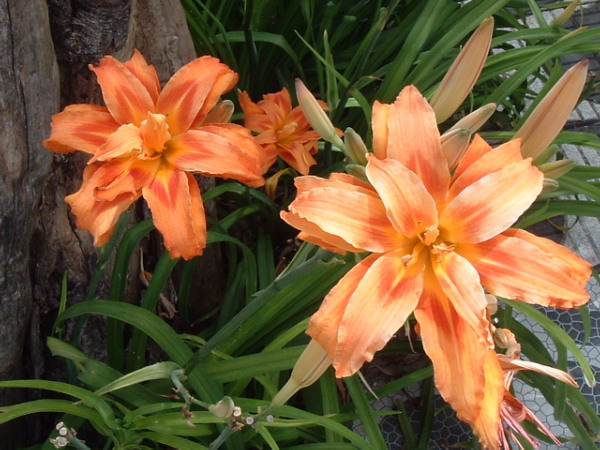
Flors dobles a Hemerocallis fulva var. kwanso

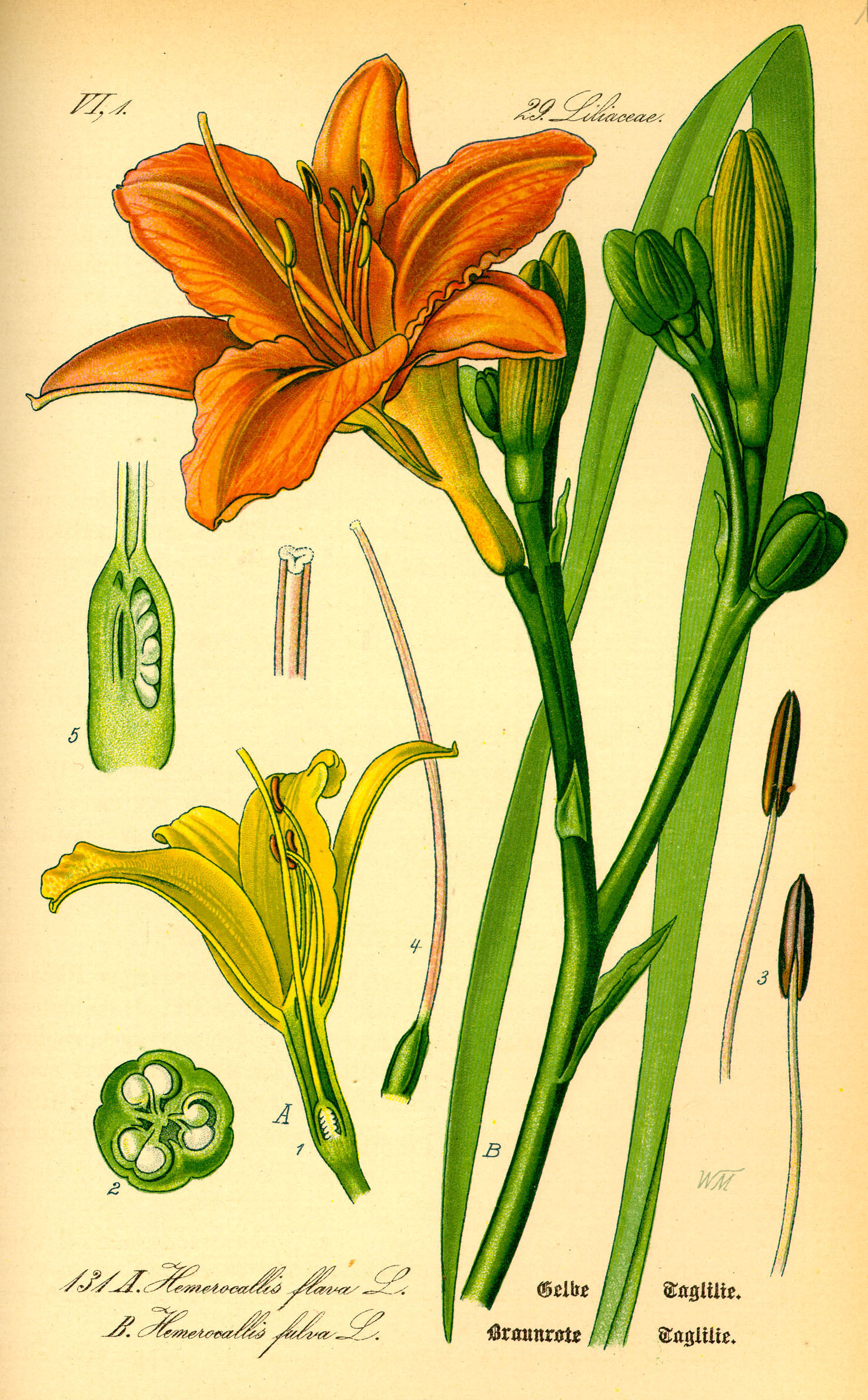
Il·lustració de la flor, inflorescència, fruit i fulles d'Hemerocallis fulva

Les flors d'Hemerocallis fulva són de color ataronjat-vermelloses de 7 a 12 cm de llargada, reunides en inflorescències de 6 a 10 flors en l'extremitat d'un escap llarg.

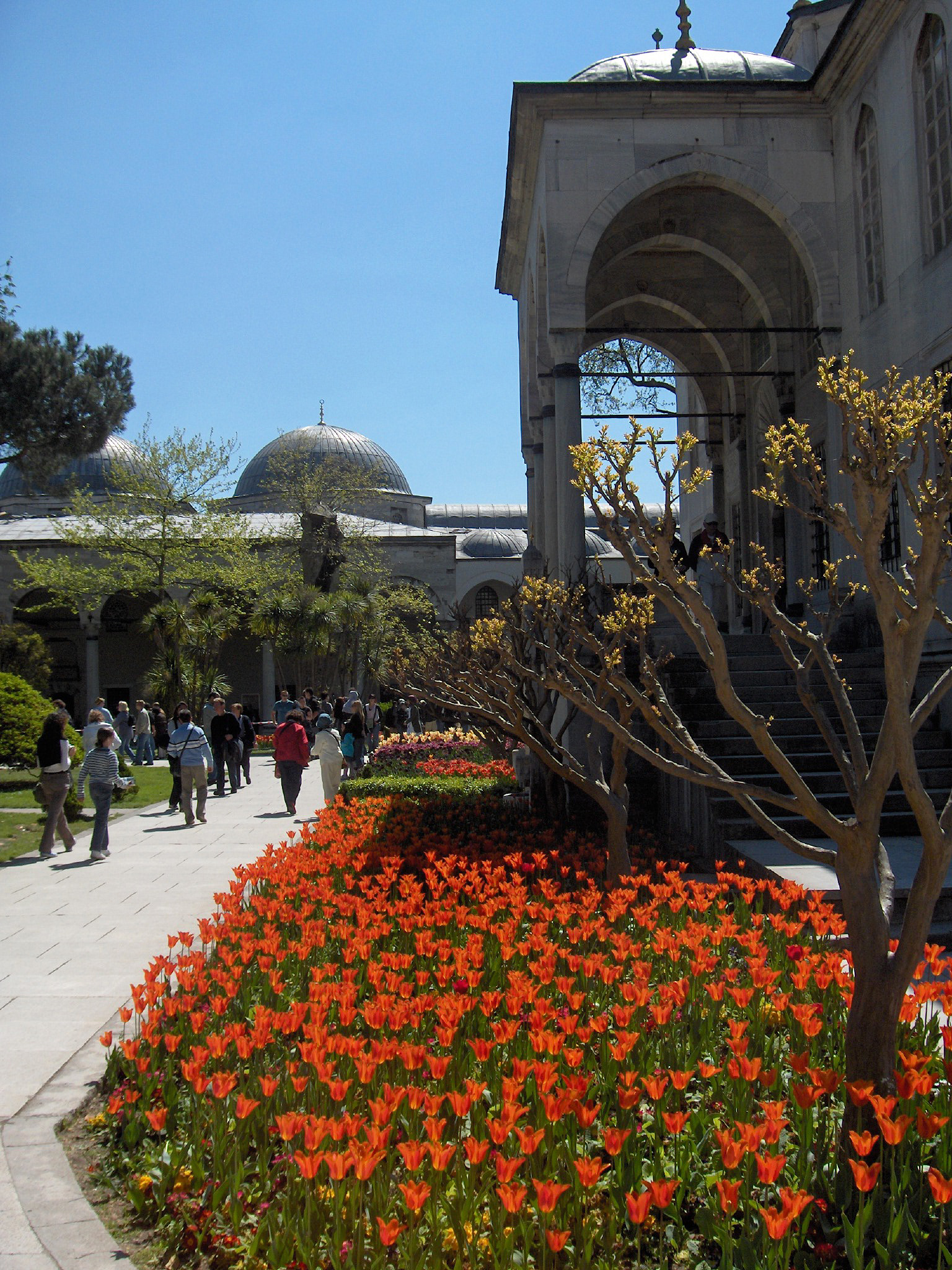
Massís d'Hemerocallis fulva, als jardins del Palau Toklapi, Estambul, Turquia.

Aquesta espècie ha contribuït amb diverses característiques als híbrids actuals d'Hemerocallis, entre ells, els tèpals recorbats i els marges sinuosos, Actualment, és molt difícil de trobar en el mercat donat que ha estat substituïda pels híbrids moderns d'hemerocalis.

## Sinònims
- Gloriosa luxurians Lour. ex B.A.Gomes
- Hemerocallis crocea Lam.
- Hemerocallis disticha var. kwanso (Regel) Nakai
- Hemerocallis kwanso (Regel) Barr
- Hemerocallis lilioasphodelus var. fulva L.
- Hemerocallis maculata (Baroni) Nakai[1]